# Приволжский улус
Приволжский улус (район) — административно-территориальная единица, существовавшая в РСФСР в 1921—1923 и 1930—1944 годах.

## История
Образован в 1921 году за счёт объединения Багацохуровского, Хошеутовского улусов и Калмыцкого Базара. Постановление ВЦИК 14 февраля 1923 года улус разукрупнен, восстановлены в прежних границах Багацохуровский, Хошеутовский и Калмыцкобазаринский улусы.
Вновь образован в 1930 году на территории упразднённого Хошеутовского улуса Зюневского, Цаган-Аманского и Эркетеневского сельсоветов Багацохуровского улуса и поселков Калмыцкий Базар и Ниицян. В 1944 году в связи с насильственной депортацией калмыцкого народа улус упразднён и его территория передана Астраханской области.

## Население
По данным всесоюзной переписи населения 1939 года населения района составило 16 348 человек.
Национальный состав
| Национальность | Численность (чел.) | Процентное соотношение |
| -------------- | ------------------ | ---------------------- |
| Калмыки        | 10 100             | 61,8 %                 |
| Русские        | 4 178              | 25,6 %                 |
| Татары         | 1 018              | 6,2 %                  |
| Казахи         | 909                | 5,6 %                  |